# Danh sách liên đoàn bóng đá
Dưới đây là danh sách cơ quan điều hành bóng đá quốc tế.

## Toàn cầu
- FIFA (Fédération Internationale de Football Association, 211 thành viên) - thành lập vào năm 1904, đại diện cho các quốc gia trên khắp thế giới, và là cơ quan quản lý toàn diện lên môn thể thao. Giải đấu chính do FIFA tổ chức là FIFA World Cup, diễn ra 4 năm một lần.
- ConIFA (Confederation of Independent Football Associations, 24 thành viên) - thành lập vào năm 2013, đại diện cho các quốc gia, vùng phụ thuộc, các nước chưa được công nhận, dân tộc thiểu số, các khu vực và các quốc gia siêu nhỏ không thuộc FIFA. Giải đấu chính của ConIFA là Cúp bóng đá thế giới ConIFA.

### Giải thể
- NF-Board (Nouvelle Fédération-Board, 18 thành viên + 14 thành viên tạm thời) - thành lập vào năm 2003 và giải thể năm 2013, đại diện cho các quốc gia, vùng phụ thuộc, các nước chưa được công nhận, dân tộc thiểu số, các dân tộc không có quốc gia riêng, các khu vực và các quốc gia siêu nhỏ không thuộc FIFA. Giải đấu chính của NF-Board là VIVA World Cup.

## Châu lục

### Các liên đoàn thuộc FIFA
Các liên đoàn của các quốc gia thuộc FIFA được phân chia thành các liên đoàn châu lục.
- AFC (Asian Football Confederation, 46 thành viên + 1 thành viên không thuộc FIFA) - thành lập vào năm 1954, đại diện cho các quốc gia châu Á. Giải đấu chính: AFC Asian Cup.
- CAF (Confédération Africaine de Football, 54 thành viên + 2 thành viên không thuộc FIFA) - thành lập vào năm 1957, đại diện cho các quốc gia châu Phi. Giải đấu chính: Coupe d'Afrique des.
- CONCACAF (Confederation of North, Central American and Caribbean Association Football, 40 thành viên + 1 thành viên không thuộc FIFA) - thành lập vào năm 1961, đại diện cho các quốc gia Bắc Mỹ, Trung Mỹ và Caribe. Giải đấu chính: CONCACAF Gold Cup.
- CONMEBOL (Confederación Sudamericana de Fútbol, 10 thành viên) - thành lập vào năm 1916, đại diện cho các quốc gia Nam Mỹ. Giải đấu chính: Copa America.
- OFC (Oceania Football Confederation, 11 thành viên + 2 thành viên không thuộc FIFA) - thành lập vào năm 1966, đại diện cho các quốc gia châu Đại Dương. Giải đấu chính: OFC Nations Cup.
- UEFA (Union of European Football Associations, 55 thành viên) - thành lập vào năm 1954, đại diện cho các quốc gia châu Âu. Giải đấu chính: UEFA Euro.

### Các liên đoàn không thuộc FIFA
Hai liên đoàn châu lục trực thuộc NF-Board:
- CSANF - Consejo Sudamericano de Nuevas Federaciones (Hội đồng các liên đoàn bóng đá mới Nam Mỹ) - 4 thành viên + 1 thành viên không thuộc NF-Board - thành lập vào năm 2007, đại diện cho các đội không thuộc FIFA tại.
- NAANF - North America and Arctic New Federations - 0 thành viên - thành lập vào năm 2008, đại diện cho các đội không thuộc FIFA tại Bắc Mỹ, Trung Mỹ, Caribe và khu vực Bắc Cực.

## Liên châu lục
Sau đây là các liên đoàn châu lục của các hiệp hội thành viên FIFA thuộc nhiều hơn một khu vực hoặc châu lục.
- GFU Gulf Football Union - 8 thành viên - thành lập vào năm 1968, đại diện cho các quốc gia Ả Rập tại khu vực Vịnh Ba Tư. Giải đấu chính: Gulf Cup.
- UAFA Union of Arab Football Associations - 22 thành viên - thành lập vào năm 1974 đại diện cho các quốc gia Ả Rập thuộc châu Phi và châu Á. Giải đấu chính: Arab Nations Cup.

## Khu vực

### Châu Phi
Trực thuộc CAF
- CECAFA - Council of East and Central African Football Associations (Hội đồng các liên đoàn bóng đá Đông và Trung Phi) - 10 thành viên + 1 thành viên không thuộc CAF - thành lập năm 1927, đại diện cho các quốc gia thuộc Đông Phi và một số nước Trung Phi. Giải đấu chính: Cúp CECAFA.
- COSAFA - Council of Southern African Football Associations - 14 thành viên + 1 thành viên không thuộc CAF - thành lập năm 1997, đại diện cho các quốc gia thuộc Nam châu Phi, cũng như các đảo ngoài khơi lân cận. Giải đấu chính: Cúp COSAFA.
- WAFU (UFOA) - West African Football Union (Union des Fédérations Ouest-Africaines de Football) - 8 thành viên - thành lập năm 1977, đại diện cho các quốc gia thuộc Tây Phi. Giải đấu chính: Cúp bóng đá Tây Phi.
- UNAF - Union of North African Federations - 5 thành viên - thành lập năm 2005, đại diện cho các quốc gia thuộc Bắc Phi.
- UNIFFAC - Union des Fédérations de Football d'Afrique Centrale - 8 thành viên - đại diện cho một số nước Trung Phi. Giải đấu chính: Cúp bóng đá Trung Phi.

### Châu Á
Trực thuộc AFC
- WAFF - West Asian Football Federation - 12 thành viên - thành lập vào năm 2000, đại diện cho các quốc gia thuộc khu vực Tây Á. Giải đấu chính: WAFF Championship.
- EAFF - East Asian Football Federation - 9 thành viên chính thức + 1 thành viên tạm thời - thành lập vào năm 2002 đại diện cho các quốc gia thuộc khu vực Đông Á. Giải đấu chính: EAFF East Asian Cup.
- SAFF - South Asian Football Federation - 7 thành viên - thành lập vào năm 1997, đại diện cho các quốc gia thuộc khu vực Nam Á. Giải đấu chính: SAFF Championship.
- CAFA - Central Asian Football Association - 6 thành viên - thành lập vào năm 2015, đại diện cho các quốc gia thuộc khu vực Trung Á.
- AFF - ASEAN Football Federation - 12 thành viên - thành lập vào năm 1984 đại diện cho các quốc gia thuộc khu vực Đông Nam Á. Giải đấu chính: AFF Cup.

### Bắc Mỹ
Trực thuộc CONCACAF
- CFU - Caribbean Football Union - 30 thành viên -  đại diện cho các quốc gia trong khu vực Caribe. Giải đấu chính: Cúp bóng đá Caribe.
  - LIFA - Leeward Islands Football Association - 11 thành viên - thành lập năm 1949, đại diện cho các quốc gia thuộc khu vực Quần đảo Leeward trực thuộc CFU. Giải đấu chính: Giải vô địch bóng đá Quần đảo Leeward.
  - WIFA - Windward Islands Football Association - 4 thành viên - đại diện cho các quốc gia Quần đảo Windward trực thuộc CFU. Giải đấu chính: Giải vô địch bóng đá Quần đảo Windward.
- NAFU - North American Football Union - 3 thành viên - đại diện cho các quốc gia Bắc Mỹ. Giải đấu chính: NAFC Championship.
- UNCAF Union Centroamericana de Fútbol - 7 thành viên - đại diện cho các quốc gia Trung Mỹ. Giải đấu chính: Copa Centroamericana.

## Các liên đoàn đã dừng hoạt động
- CCCF - Confederacion Centroamericana y del Caribe de Futbol - 37 thành viên - giải tán vào năm 1961, đại diện cho các quốc gia Trung Mỹ và Caribe trực thuộc FIFA. Giải đấu chính: Giải vô địch bóng đá Trung Mỹ và Caribe.
- CENF - Confederation of European New Federations (Liên hiệp các liên đoàn bóng đá châu Âu mới) - 0 thành viên - thành lập năm 2007 and giải tán vào năm 2008, đại diện cho các quốc gia ngoài FIFA tại châu Âu, trực thuộc NF-Board. Giải đấu chính: Cúp CENF, nhưng chưa bao giờ được tổ chức.
- FIFI - Federation of International Football Independents (Liên đoàn bóng đá quốc tế độc lập) - 5 thành viên - đại diện cho các quốc gia, vùng phụ thuộc và các nhà nước không được công nhận nằm ngoài FIFA. Giải đấu chính: FIFI Wild Cup.
- IFU - International Football Union (Hội liên hiệp bóng đá quốc tế) - 2 thành viên tạm thời - thành lập năm 2009 với tư cách liên đoàn bóng đá của các quốc gia, vùng lãnh thổ không được FIFA công nhận; giải tán vào năm 2010.
- NAFC - North American Football Confederation (Liên đoàn bóng đá Bắc Mỹ) - 4 thành viên - thành lập năm 1946 và giải tán vào năm 1961, đại diện cho các quốc gia khu vực Bắc Mỹ thuộc FIFA. Giải đấu chính: NAFC Championship.
- PFC - Panamerican Football Confederation - 50 thành viên - thành lập năm 1946 đại diện cho các quốc gia trên toàn châu Mỹ. Giải đấu chính: Panamerican Championship.
- UIAFA - Union Internationale Amateur de Football Association (Liên đoàn hiệp hội bóng đá nghiệp dư quốc tế) - 3, sau là 5 thành viên - thành lập năm 1908 và giải tán vào năm 1912. Giải đấu chính: Giải vô địch bóng đá nghiệp dư châu Âu.